# Lascorz
Lascorz es una localidad española del municipio de Foradada del Toscar, perteneciente a la provincia de Huesca, en la comunidad autónoma de Aragón.

## Geografía
El acceso actual es por el valle de La Fueva.

## Historia
Hacia mediados del siglo XIX, el lugar ya pertenecía a Foradada. Aparece descrito en el décimo volumen del Diccionario geográfico-estadístico-histórico de España y sus posesiones de Ultramar de Pascual Madoz con las siguientes palabras:

LASCORZ: l. en la prov. de Huesca, part. ud. de Boltaña, dióc. de Barbastro, aud. terr. y c. g. de Zaragoza, que depende del l. de Foradada: está sit. en la parte alta y al E. de la Fueva baja en distinta comarca, la combaten todos los vientos y disfruta de clima templado y sano: se compone de 5 casas aisladas, inclusa una igl. aneja de Foradada, cuyo párroco pasa á decir misa los dias de precepto. Su térm. se halla comprendido en el de su ayunt. prod.: trigo, cebada, patatas, algun vino, poco aceite y frutas; cria algun ganado de cerda. pobl. y contr.: está incluida en la de Foradada.
(Madoz, 1847, p. 92)

En 2023, la entidad singular de población de Lascorz tenía empadronados 2 habitantes.

## Patrimonio

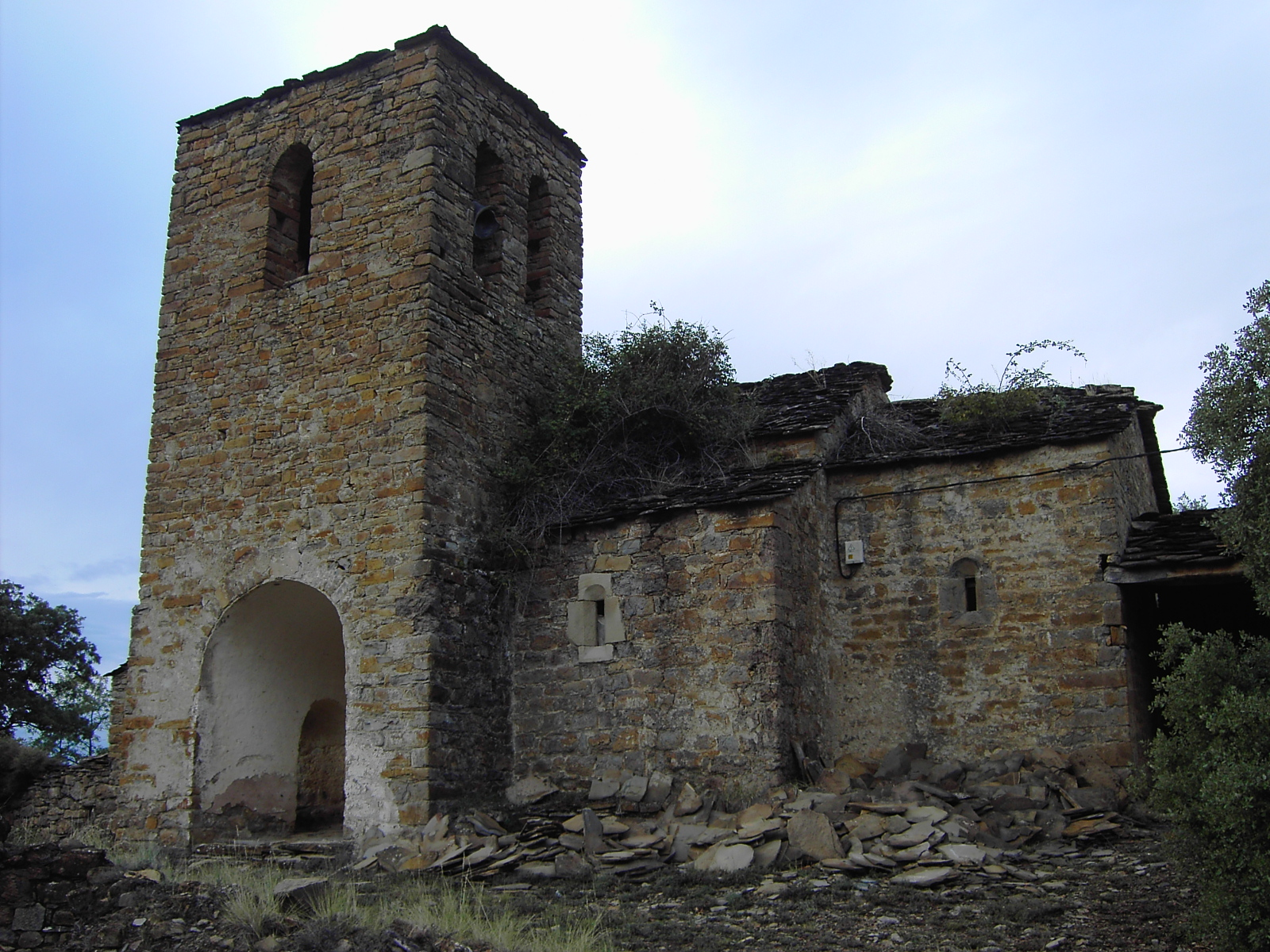
La iglesia de San Lorenzo

- Iglesia parroquial de San Lorenzo, del siglo XVI.[1]
- Casa Pardina, con una torre rectangular de los siglos XVI-XVII.[4]
- Casa Fumanal.[1]
- Caserío de la Cañarda.[1]
- Ermita de San Quílez.[1]

## Cultura
Su lengua propia es el aragonés fovano.